# 육군 첩보부대 축구단
육군 첩보부대 축구단은 1950년대 군 소속 축구단으로 당시 육군 첩보부대 (HID)에서 운영을 하였으며 인천을 연고로 활동하였다.

## 같이 보기
- 육군 특무부대 축구단
- 육군 병참단 축구단
- 육군 헌병감실 축구단
- 육군 공병단 축구단
- 육군 축구단
- 해군 축구단
- 공군 축구단
- 국군체육부대
- 상주 상무 축구단
- 육군 첩보부대